# Bowen Yang
Bowen Yang (* 6. November 1990 in Brisbane) ist ein US-amerikanischer Komiker und Schauspieler.

## Leben
Yang kam als Sohn chinesischer Einwanderer in Brisbane zur Welt. In seiner Kindheit zog er mit seiner Familie nach Kanada. Dort lebte er sieben Jahre in Brossard in Québec. Während dieser Zeit sprach er Französisch. Anschließend zog er mit seiner Familie ins US-amerikanische Denver. Nach seiner Schulzeit ging Yang nach New York City, um an der New York University Medizin zu studieren. Neben seinem Studium begann er in der Comedyszene aktiv zu werden und er wurde Mitglied mehrerer Comedy-Gruppen. Gemeinsam mit Matt Rogers gründete er den Comedy-Podcast Las Culturistas. Hauptberuflich arbeitete er schließlich einige Zeit als Grafikdesigner.
Im Jahr 2018 wurde Yang Teil des Autorenteams der 44. Staffel von Saturday Night Live. Für seine Arbeit erhielt er im Jahr 2019 eine Emmy-Nominierung in der Drehbuchkategorie für Varietésendungen. Zudem wurde er 2019 auf der Forbes-Liste „30 Under 30 – Hollywood & Entertainment“ geführt. Nach einer Staffel als Autor, während der er in der Rolle von Kim Jong-un einen Auftritt vor der Kamera hatte, stieg Yang im September 2019 schließlich zum Castmitglied auf. Er wurde dabei das erste chinesisch-amerikanische Mitglied im Cast der Comedyshow. Im Jahr 2021 wurde er als bester Nebendarsteller einer Comedyserie bei den Emmys nominiert. Yang wurde durch die Nominierung das erste Castmitglied von Saturday Night Live, das während seiner ersten beiden Jahre eine Emmy-Nominierung in einer der Schauspielerkategorien erhielt. In den Jahren 2022 und 2024 wurde er erneut in dieser Kategorie nominiert. 
Neben seiner Tätigkeit für Saturday Night Live, spielt Yang in Filmen und Serien mit. In dem im Jahr 2022 veröffentlichten Film Fire Island übernahm er eine der Hauptrollen. Zudem ist er als Synchronsprecher tätig.
Im Januar 2025 führte Yang gemeinsam mit Rachel Sennott als Moderator durch die Nominierungen für die Oscarverleihung.

## Filmografie (Auswahl)
- 2019: Isn’t It Romantic
- 2020: Awkwafina Is Nora from Queens (Fernsehserie, 17 Folgen)
- 2022: The Lost City – Das Geheimnis der verlorenen Stadt (The Lost City)
- 2022: Bros
- 2022: Fire Island
- 2023: Dicks: The Musical
- 2023: Good Burger 2
- 2023: Gremlins – Secrets of the Mogwai (Fernsehserie, 4 Folgen, Stimme)
- 2023–2024: Monster bei der Arbeit (Monsters at Work, Fernsehserie, 3 Folgen)
- 2024: Garfield – Eine extra Portion Abenteuer (The Garfield Movie, Stimme)
- 2024: Wicked
- 2025: The Wedding Banquet

## Auszeichnungen
- Emmy:[10]
  - 2019: Nominierung, „Bestes Drehbuch für eine Varietésendung“ für Saturday Night Live
  - 2021: Nominierung, „Bester Nebendarsteller – Comedyserie“ für Saturday Night Live
  - 2022: Nominierung, „Bester Nebendarsteller – Comedyserie“ für Saturday Night Live
  - 2024: Nominierung, „Bester Nebendarsteller – Comedyserie“ für Saturday Night Live
- Critics’ Choice Television Award:
  - 2022: Nominierung, „Bester Nebendarsteller in einer Comedyserie“ für Saturday Night Live[11]